# Нидераслак
Нидераслак (фр. Niederhaslach, нем. Niederhaslach — Нидерхазлах) — коммуна на северо-востоке Франции в регионе Гранд-Эст (бывший Эльзас — Шампань — Арденны — Лотарингия), департамент Нижний Рейн, округ Мольсем, кантон Мюциг. До марта 2015 года коммуна административно входила в состав кантона Мольсем (округ Мольсем).

## История
Святым патроном Нидераслака является Флорентий Страсбургский. Этот святой также изображён, в митре и с посохом, на синем фоне, на гербе городка. Им в VI—VII столетиях в Нидераслаке был основан бенедиктинский монастырь. В 1335 году здесь было окончено строительство готического собора св. Флорентия. Ныне собор — наряду со Страсбургским — является одним из наиболее известных сооружений этого рода в Эльзасе. В соборе похоронен его архитектор Геральд фон Штейнбах, погибший в 1330 году в результате несчастного случая на этом строительстве. Геральд был сыном Эрвина фон Штейнбаха, зодчего, создавшего Страсбургский собор.

## Географическое положение
Коммуна Нидераслак находится на крайнем востоке Франции, в Вогезах. Административно входит в кантон Мольсем департамента Нижний Рейн региона Эльзас. Является одной из пограничных зон распространения алеманнского диалекта немецкого языка. Непосредственным соседом коммуны является коммуна Обераслак. Через Нидераслак протекает река Хазель, впадающая в Брюш и вместе с ней — в реку Иль близ Страсбурга.
Площадь коммуны — 6,63 км², население — 1414 человек (2006) с тенденцией к стабилизации: 1403 человека (2013), плотность населения — 211,6 чел/км².

## Население
Население коммуны в 2011 году составляло 1397 человек, в 2012 году — 1399 человек, а в 2013-м — 1403 человека.
| 1962 | 1968 | 1975 | 1982 | 1990 | 1999 | 2006 | 2008 | 2011 | 2012 | 2013 |
| ---- | ---- | ---- | ---- | ---- | ---- | ---- | ---- | ---- | ---- | ---- |
| 1022 | 1048 | 1103 | 1055 | 1088 | 1182 | 1414 | 1431 | 1397 | 1399 | 1403 |

Динамика населения:

## Экономика
В 2010 году из 902 человек трудоспособного возраста (от 15 до 64 лет) 673 были экономически активными, 229 — неактивными (показатель активности 74,6 %, в 1999 году — 69,8 %). Из 673 активных трудоспособных жителей работали 622 человека (347 мужчин и 275 женщин), 51 числились безработными (24 мужчины и 27 женщин). Среди 229 трудоспособных неактивных граждан 68 были учениками либо студентами, 81 — пенсионерами, а ещё 80 — были неактивны в силу других причин.

## Достопримечательности (фотогалерея)

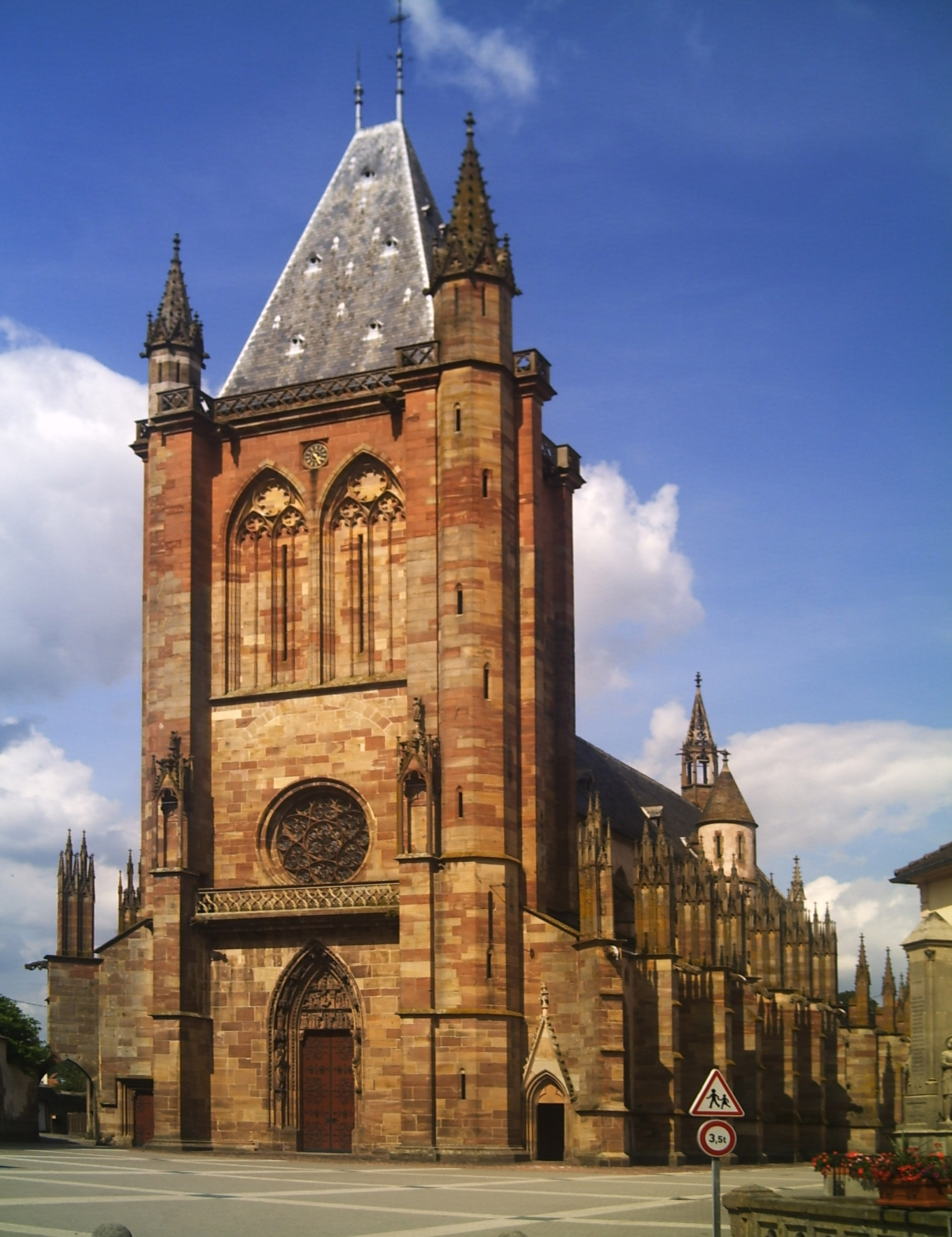
Кафедральный собор Сен-Флоран
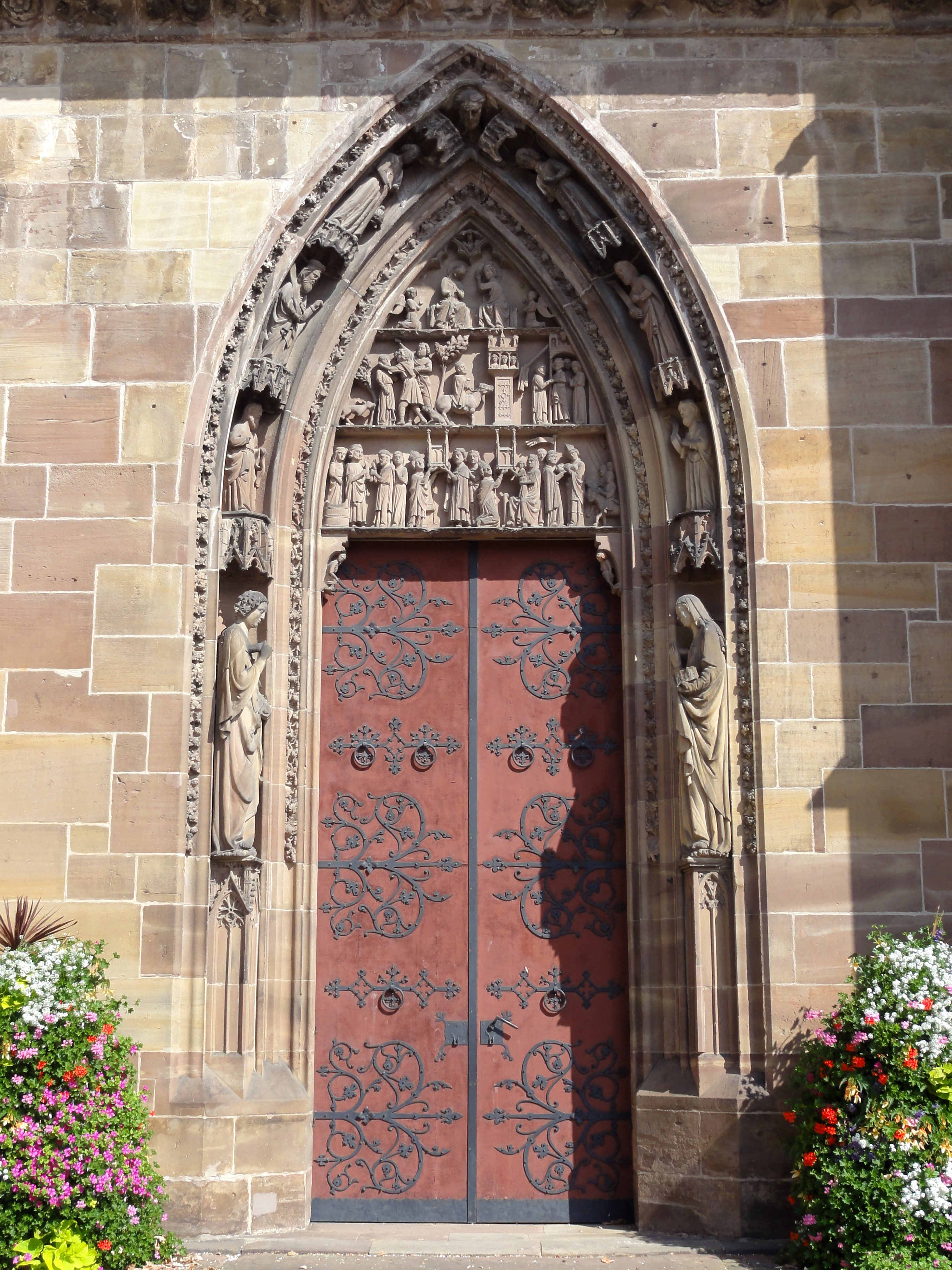
Портал
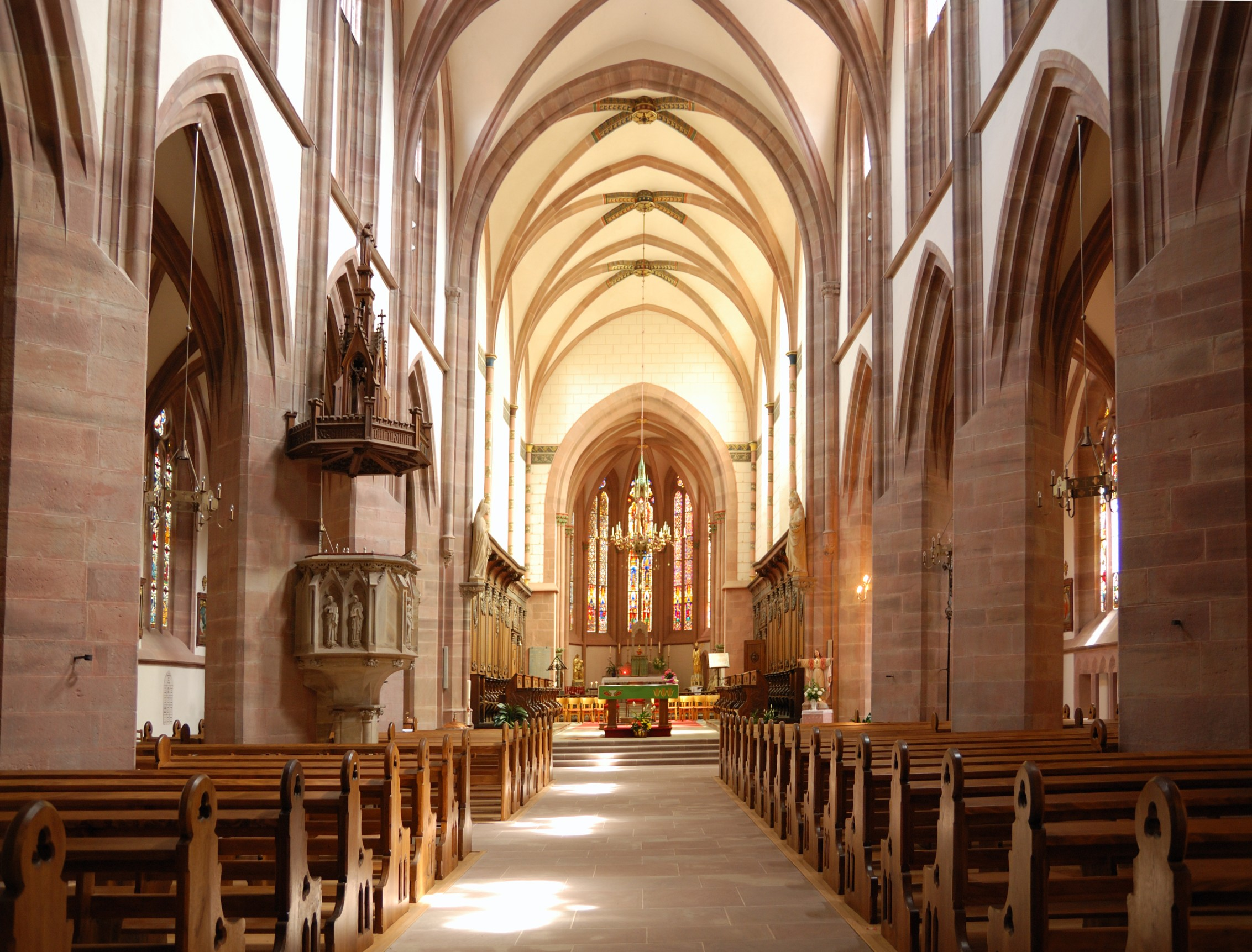
Интерьер
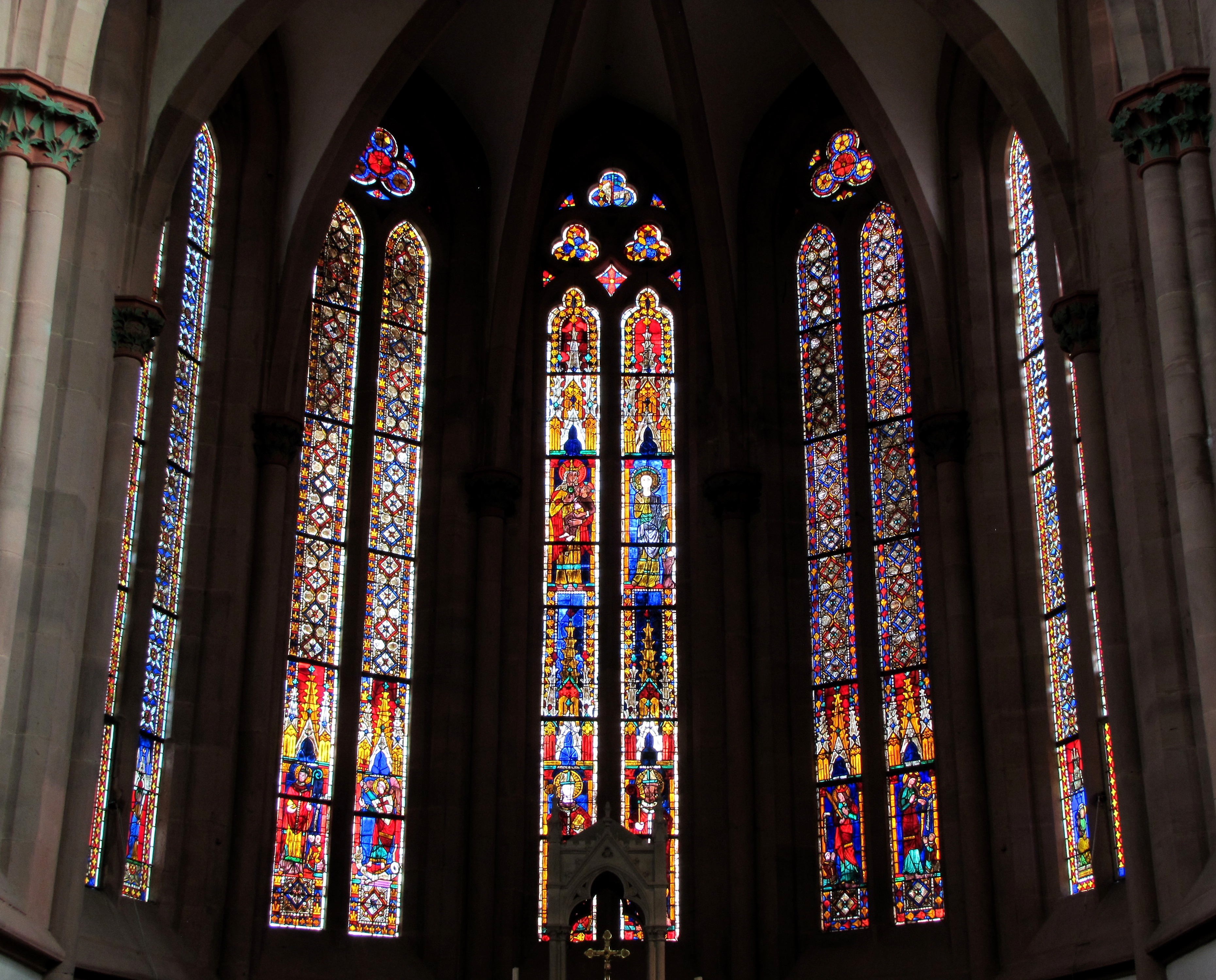
Витражи